# Igor Nikitin (kazachski hokeista)
Igor Walerjewicz Nikitin, ros. Игорь Валерьевич Никитин (ur. 25 marca 1973 w Ust-Kamienogorsku, Kazachska SRR) – kazachski hokeista, reprezentant Kazachstanu, olimpijczyk. Trener hokejowy.

## Kariera zawodnicza
- / Torpedo Ust-Kamienogorsk (1989-1994)
- Łada Togliatti (1994-1996)
- Nieftiechimik Niżniekamsk (1996-1997)
- Awangard Omsk (1997-2006)
- Sibir Nowosybirsk (2006-2008)

Początkowo w barwach macierzystego Torpedo Ust-Kamienogorsk grał w lidze radzieckiej i rosyjskiej. Później był zawodnikiem klubów rosyjskich, w tym przez dziewięć sezonów reprezentował barwy Awangardu Omsk.
W wieku juniorskim w barwach ZSRR wystąpił w turniejach mistrzostw Europy do lat 18 w 1991. W karierze seniorskiej był reprezentantem Kazachstanu. Uczestniczył w turniejach zimowej uniwersjady edycji 1993, mistrzostw świata 1994 (Grupa C), 1997 (Grupa B), 1998 (Grupa A) oraz zimowych igrzysk olimpijskich 1998.

## Kariera trenerska
- Awangard Omsk (2008-2009), asystent trenera
- Awangard Omsk (2009-2010), p.o. głównego trenera, główny trener
- Awangard Omsk (2010-2011), asystent trenera
- Sibir Nowosybirsk (2013-2014), asystent trenera
- CSKA Moskwa (2014-2017), asystent trenera
- CSKA Moskwa (2017-2021), główny trener
- Łokomotiw Jarosław (2021-2025), główny trener
- CSKA Moskwa (2025-), główny trener

Po zakończeniu kariery w 2008 został asystentem trenera Siergieja Giersonskiego w sztabie Awangardu Omsk w pierwszym historycznie sezonie KHL edycji 2008/2009. Po jego odwołaniu prowadził samodzielnie zespół, następnie był asystentem Kanadyjczyka Wayne’a Fleminga, a po jego rezygnacji w drugiej fazie sezonu ponownie był głównym trenerem Awangardu. W trakcie następnego sezonu KHL (2009/2010) w marcu 2010 został zastąpiony przez Fina Raimo Summanena, po czym pełnił funkcję asystenta w edycjach 2010/2011 i 2011/2012 do grudnia 2011, gdy został zwolniony. W sezonie sezonu KHL (2013/2014) był asystentem trenera Dmitrija Kwartalnowa w sztabie Sibiru Nowosybirsk. W 2014 został asystentem tego samego szkoleniowca w drużynie CSKA Moskwa i piastował to stanowisko w sezonach KHL 2014/2015, 2015/2016 i 2016/2017. W maju 2017 został ogłoszony głównym trenerem zespołu CSKA. Prowadził go w sezonie KHL 2017/2018.
Równolegle z pracą trenerską w klubach podjął reprezentacyjną działalność szkoleniową. Pełnił funkcję asystenta w sztabie trenerskim seniorskiej reprezentacji Rosji w turniejach mistrzostw świata 2012, 2013, 2014, 2016, 2017, 2018. Pucharu Świata 2016 oraz zimowych igrzysk olimpijskich 2018. W kwietniu 2018 został ponownie mianowany asystentem w sztabie szkoleniowym reprezentacji Rosji. Był także asystentem w sztabie kadry Rosji do lat 20 w turnieju mistrzostw świata juniorów do lat 20 edycji 2013. Po sezonie KHL (2020/2021) odszedł z CSKA. Pod koniec września 2021 został mianowany głównym trenerem Łokomotiwu Jarosław. W czerwcu 2025 opuścił posadę głównego trenera Łokomotiwu (kontrakt obowiązywał go do 2027). Wkrótce potem ogłoszono, że po raz wtóry został trenerem CSKA podpisując 5-letni kontrakt

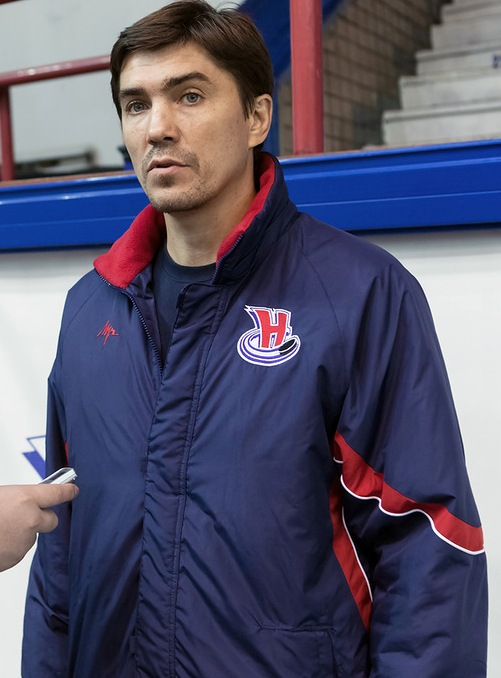
Igor Nikitin jako trener Sibiru Nowosybirsk (2013)

## Sukcesy i osiągnięcia
Zawodnicze reprezentacyjne
- Srebrny medal mistrzostw Europy juniorów do lat 18: 1991 z ZSRR
- Srebrny medal zimowej uniwersjady: 1993
- Awans do mistrzostw świata Grupy A: 1997 z Kazachstanem

Zawodnicze klubowe
- Złoty medal mistrzostw Kazachstanu: 1993, 1994 z Torpedo Ust-Kamienogorsk
- Srebrny medal mistrzostw Rosji: 1995 z Ładą Togliatti
- Finał Pucharu Europy: 1995 z Ładą Togliatti
- Złoty medal mistrzostw Rosji: 1996 z Ładą Togliatti
- Trzecie miejsce w Pucharze Kontynentalnym: 1999 z Awangardem Omsk
- Srebrny medal mistrzostw Rosji: 2001, 2006 z Awangardem Omsk
- Złoty medal mistrzostw Rosji: 2004 z Awangardem Omsk
- Puchar Mistrzów: 2005 z Awangardem Omsk

Trenerskie klubowe
- Puchar Kontynentu: 2011 z Awangardem Omsk, 2015, 2016, 2017, 2019 z CSKA Moskwa
- Złoty medal mistrzostw Rosji: 2015, 2019, 2020 z CSKA Moskwa, 2025 z Łokomotiwem
- Srebrny medal mistrzostw Rosji: 2016, 2018 z CSKA Moskwa
- Puchar Otwarcia: 2015 z CSKA Moskwa
- Finał KHL o Puchar Gagarina: 2016, 2018 z CSKA Moskwa
- Puchar Gagarina – mistrzostwo KHL: 2019 z CSKA Moskwa, 2025 z Łokomotiwem

Trenerskie reprezentacyjne
- Złoty medal mistrzostw świata: 2012, 2014 z Rosją
- Brązowy medal mistrzostw świata juniorów do lat 20: 2013 z Rosją
- Brązowy medal mistrzostw świata: 2016, 2017 z Rosją
- Złoty medal zimowych igrzysk olimpijskich: 2018 z Rosją

Wyróżnienia
- Nagroda dla Najlepszego Trenera Sezonu KHL: 2019, 2025